# Lionel Olivier
Pour les articles homonymes, voir Olivier (homonymie).
Œuvres principales
- Le crime était signé

Lionel Olivier, né le 19 décembre 1949 à Bertry (Nord), est un écrivain français, auteur de roman policier.

## Biographie
Avant d’écrire, Lionel Olivier a été commandant de police à l'emploi fonctionnel.

## Œuvres
- Du sang sur la plume, Nantes, France, Éditions Amalthée, 2011, 216 p.  (ISBN 978-2-310-00845-7)
- Passé boomerang, Nice, France, Éditions Nicole Vaillant, 2012, 199 p.  (ISBN 978-2-916986-39-5)
- La Petite Fille du forçat, Nice, France, Éditions Nicole Vaillant, 2014, 199 p.  (ISBN 978-2-916986-57-9)
- L’Enfer des damnés, Nice, France, Éditions Nicole Vaillant, 2014, 199 p.  (ISBN 978-2-916986-62-3)
- Le crime était signé, Paris, Éditions Fayard, coll. « Documents », 2015, 360 p.  (ISBN 978-2-213-68700-1)[4],[3]

- Prix du Quai des Orfèvres 2016